# Flaga Olsztyna
Flaga Olsztyna – jeden z symboli miejskich Olsztyna.

## Symbolika
Flagą Olsztyna (zgodnie z Regulaminem Flagi Miasta Olsztyna) jest prostokątny płat materii o barwie niebieskiej, na którym w górnej części od drzewca umieszczona jest żółta muszla, a w dolnej części przez długość płata pas falisty biały. 
Barwy miasta wywodzą się z barw herbowych:
- barwa biała – to barwa godła herbowego – szat Świętego Jakuba,
- barwa błękitna – to barwa pola tarczy herbowej,
- barwa złota żółta – to barwa innych elementów herbu: aureoli, ciżem, laski i muszli.

Elementy flagi
- muszla – nieodłączny atrybut świętego patrona miasta – Świętego Jakuba
- falista linia – symbolizuje wodę, co jest nawiązaniem do położenia miasta nad rzeką Łyną, pośród kilkunastu jezior.

## Flagi historyczne

Chorągiew kapituły warmińskiej zdobyta przez stronę polską podczas bitwy pod Grunwaldem, pod którą występowały oddziały z Olsztyna (Holsten) i Pieniężna (Melzak)[1]. Barw tych używano na fladze Olsztyna również przed 1945 rokiem.